# 阿孖有難
《阿孖有難》是一部香港電影，導演彭發，在香港和泰國曼谷拍攝，主演鄭伊健、蔡卓妍、黃子華、林海峰和鍾鎮濤。
根據《電影檢查條例》，本片列為青少年及兒童不宜（IIB）。

## 劇情
姚俊杰与姚俊文（郑伊健饰）为一对双生兄弟，杰是一名卧底探员，文是一名时装设计师。因为一次交通意外，杰受伤昏迷，但此时警方要对付泰国贩毒集团，刻不容缓，便瞒着文，派遣泰国探员珍，说服文到泰国，装扮成杰来对泰国黑帮，过程紧张刺激，爆笑连场，香港方面杰终于苏醒，得知弟弟的情况，马上赶赴泰国，联手对付黑帮集团……

## 演員
- 鄭伊健 飾 姚俊文 / 姚俊傑
- 蔡卓妍 飾 珍
- 黃子華 飾 勁
- 林海峰
- 鍾鎮濤

## 外部連結
- 香港影庫上《阿孖有難》的資料（繁體中文）
- 開眼電影網上《阿孖有難》的資料（繁體中文）
- 时光网上《阿孖有難》的資料（简体中文）
- 豆瓣电影上《阿孖有難》的資料 （简体中文）
- 爛番茄上《阿孖有難》的資料（英文）
- AllMovie上《阿孖有難》的资料（英文）
- 互联网电影数据库（IMDb）上《阿孖有難》的资料（英文）